# M83 (együttes)
M83 egy francia-amerikai elektronikus zenei projekt, amelyet Antibes-ben, Alpes-Maritimes-ben alapítottak 2001-ben, és jelenleg a székhelye Los Angeles-ben, az Egyesült Államokban van.
Az együttes elsődleges tagja az énekes, dalszerző, multiinstrumentalista és zenei producer, Anthony Gonzalez.  Az együttes kezdetben duóként alakult, Nicolas Fromageau-val; az együttes eddig nyolc albumot és két filmzenei albumot adott ki, köztük a Grammy-díjra jelölt Hurry Up, We're Dreaming-et.
Fromageau röviddel a második albumuk, a Dead Cities, Red Seas & Lost Ghosts turnéja után kilépett a projektből. Azóta Gonzalez elsősorban egyedül rögzíti dalait, vagy más művészekkel, akik vendégzenészként vannak feltüntetve.
Az együttes a Mute Records-hoz van szerződtetve, és 2011-ben nemzetközi sikert aratott a Midnight City című kislemezzel. Legutóbbi albumuk, a DSVII (a Digital Shades Vol. 1 folytatása) 2019. szeptember 20-án jelent meg.

## Története

### Kezdetek
Anthony Gerard Gonzalez (született 1980. március 13-án)  testvérével, Yann-nal nőtt fel Antibes-ben (Franciaország). Családjának nagy érdeklődése volt a labdarúgás iránt, Gonzalez pedig az AS Cannes-nél játszott próbameccseket  és anyai nagyapja a francia nemzetközi csatár, Laurent Robuschi. 14 éves korában megsérült, és inkább a zene felé fordult, miután szülei vásároltak neki egy gitárt. Gonzalez a középiskolában érdeklődött a zene és az amerikai kultúra iránt. Fromageau-val együtt poszt-rock együttest alakított ki, My Violent Wish néven.
17 éves korában Gonzalez vásárolt szintetizátort, egy demó felvételére, amelyet számos francia kiadónak elküldött. Amikor a párizsi székhelyű Gooom Records érdeklődést mutatott, felhívta Fromageau-t, mondván hogy "segíts nekem, mert nem erős a vállam a projekt végrehajtásához". Az együttes az azonos nevű galaxisról lett elnevezve.
2001 tavaszán az M83 kiadta a saját című debütáló albumát, amely nyolc dalból állt, miközben Gonzalez még egyetemen volt. A kiadás Európán kívül nem vonzott sok figyelmet 2005. szeptemberéig, amikor a Mute Records újra kiadta az albumot világszerte. Az M83 második albuma, a 2003 tavaszán (és 2004 nyarán Észak-Amerikában) kiadott Dead Cities, Red Seas & Lost Ghosts széles körű kritikai elismerést kapott. A Dead Cities turné végén Nicolas Fromageau elhagyta az együttest és 2009-ben megalapította a Team Ghost együttest.
Gonzalez visszatért a stúdióba, hogy rögzítse a csoport harmadik stúdióalbumát, a Before the Dawn Heals Us-t, amelyet 2005 januárjában adtak ki. Ugyanebben az évben az M83 a Bloc Party "The Pioneers" remixét adta át, amely szintén szerepelt a Bloc Party Silent Alarm Remixed albumában. Az M83 remixelte a Placebo Protège-Moi című dalát, Goldfrapp Black Cherry című dalát, a Depeche Mode Suffer Well című dalát, Van She Kelly című dalát és a The Bumblebeez "Vila Attack" című dalát. Hasonlóképpen, az M83 dalait remixelték a Gooom lemezkiadóbéli társaik mint, Montag és Cyann & Ben.

### 2006-2009

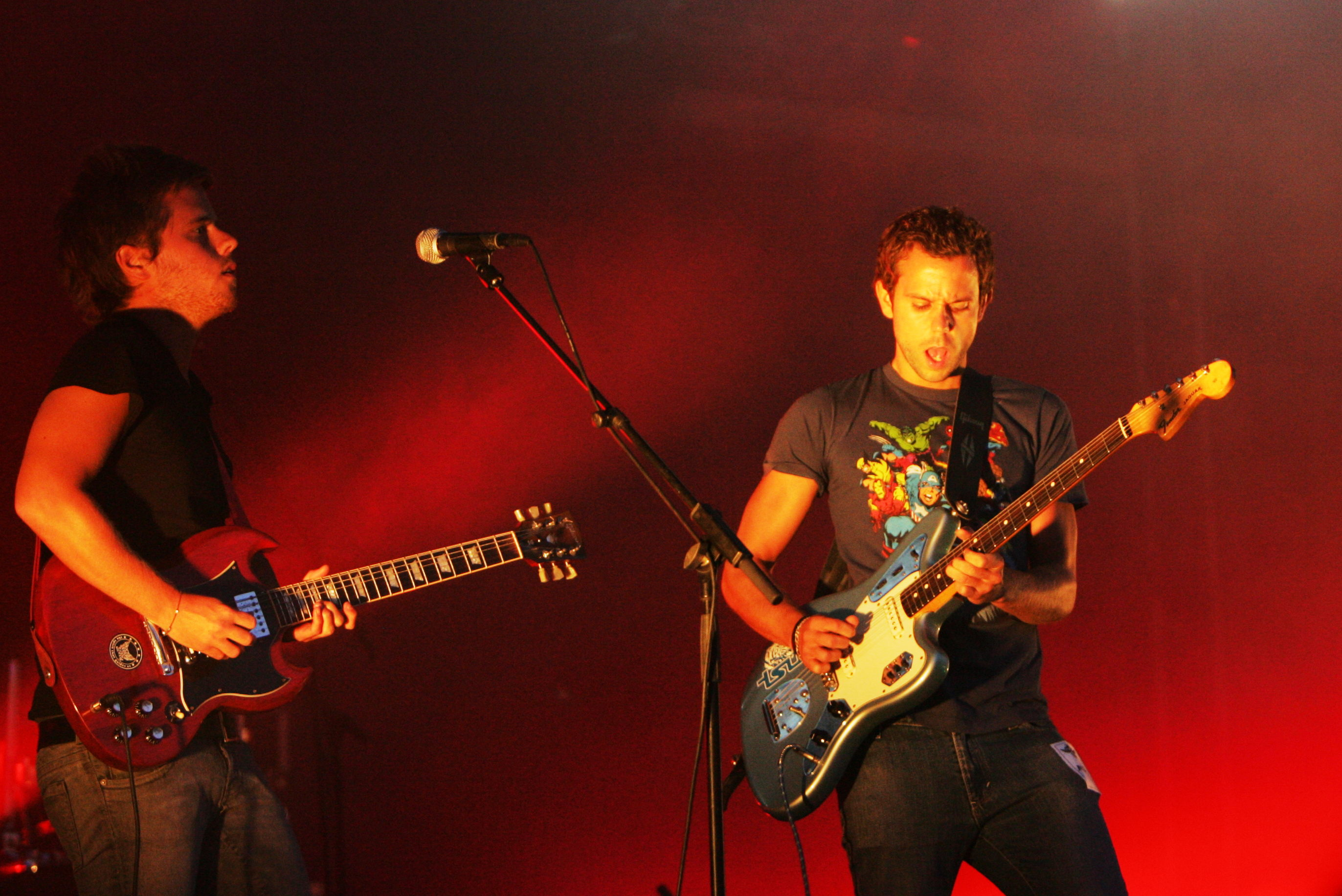
Maulini és Gonzalez, az M83, a 2008-as Pully For Noise fesztiválon

Anthony Gonzalez, a Before the Dawn Heals Us amerikai turnéja után, 2006-ban folytatta a korábbi M83 számokon már hallott zenei irány folytatását, és belekezdett ambient szerzemények írásába és rögzítésébe. Az albumot elsősorban otthoni stúdiójában vették fel Antoine Gaillet közreműködésével. Az eredményül kapott projekt neve Digital Shades Vol. 1 lett, és 2007 szeptemberében megjelent, aminek borítóját Laurent Fetis által készített illusztráció díszítette (korábbi együttműködései közé tartoznak a DJ Hell, Beck, és Tahiti 80 művészeknek készített munkái). Az album egy folyamatban lévő ambient munkák sorozatának a része.
Az M83 ötödik stúdióalbumát, a Saturdays = Youth-et, 2008. áprilisában adták ki. Ken Thomassal lett felvéve (korábbi együttműködései közé tartozik Sigur Rós, The Sugarcubes, a Boys in a Band, a Cocteau Twins és Suede), Ewan Pearson producerelte (korábbi együttműködései közé tartozik Tracey Thorn, The Rapture és Ladytron) és Morgan Kibby (a The Romanovs-ból).
Az album a dalok felépítésére és formájára koncentráltabb megközelítést mutat, és Gonzalez kijelentette, hogy az album legfontosabb befolyása az 1980-as évek zenéje: "Úgy gondolom, hogy a '80 -as évek zenéje olyan zseniális időszak a zenei történelemben. számomra, hogy tisztelgjem ezt a 80-as évek zenéjét, de [ez] szintén tisztelgés volt a tinédzserkoromnak, mert az album fő témája a tinédzserkor volt, és a tinédzsernek lenni sokat jelent nekem."
Négy kislemez került kiadásra az albumból: a Couleurs 2008 februárjában, a Graveyard Girl áprilisban, a Kim & Jessie júliusban és a We Own the Sky decemberben. A Redbull és a snowboardos, Travis Rice a We Own the Sky-t használta a 2008-as snowboardozásról szóló That's It, That's All című dokumentumfilm nyitózenéjének.
M83 2008-ban egy korlátozott kiadású, 7"-es szétválasztott kislemezen jelent meg Maps-sel; a M83 remixelte Maps To The Sky című dalát, míg Maps az M83 We Own The Sky című dalát remixelte.
2008 decemberében az M83 támogatta a Kings of Leont brit turnéján. 2009. januárban és februárban az M83 támogatta a The Killerst Egyesült Államokbéli egész turnéján  és a Depeche Mode-dal turnézott a Tour of the Universe turnéján Olaszországban, Németországban és Franciaországban.
Júliusban az M83 megjelent a japán Fuji Rock Fesztiválon. 2009 júliusában az M83 előzetesen megjelent a Columbusban, Ohioban és Gonzalezben lévő Wexner Központban, 2010-ben, a 30-as éveihez közeledő Gonzalez Los Angelesbe költözött.

### 2010–2015:Hurry Up, We're Dreaming,Oblivionés kereskedelmi siker
2010 tavaszán az M83 komponálta a francia rendező Gilles Marchand Fekete ég című filmjét. 2010. július 5-én megjelent a Black Heaven Soundtrack, amely az M83 két új dalát tartalmazza, melyeket „Black Hole” és „Marion's Theme” neveztek, valamint öt korábbi katalógusából. A zeneszám Emmanuel D'Orlando, Moon Dailly, John & Jehn dalát is tartalmazza. A lemez iránti érzései azonban nagyrészt negatívak voltak, depressziós lett.
Gonzalez 2011-ben kezdte meg egy új dalok sorozatának kidolgozását egy album számára, amelyet később, az év későbbi kiadására terveztek. A számokat sötétebbnek és "nagyon, nagyon, nagyon epikusnak" írta le. A Spin magazinnak azt mondta, az új album ogy „Ez egy dupla album. Elsősorban az álmokról szól, hogy mindegyik különbözik egymástól, hogyan különbözik az álom másként, ha gyerek, tinédzser vagy felnőtt vagy. Nagyon büszke vagyok rá. Ha nagyon hosszú albumot készítesz, az összes dalnak különböznie kell, és azt hiszem, hogy ezzel azt csináltam "  Újra Morgan Kibby-vel és még másokkal is rögzített, mint a Medicine Brad Laner-ja, és a Nine Inch Nails basszusgitárosával, Justin Meldal-Johnsen-nel, és Zola Jesus-sal.
A Hurry Up, We're Dreaming Gonzalez első kettős albuma, amiről álmodozott, mióta meghallotta a Smashing Pumpkins Mellon Collie and the Infinite Sadness című albumát. "Nagyon eklektikus albumot akartam készíteni, de valamit nem túl hosszúra. Kettős album készítése hosszú és hosszú ideje álmom volt, és készen álltam erre a lépésre ”- magyarázza.
Az album hangzásának és létrehozásának folyamatát magyarázva Gonzalez azt mondja, hogy "úgy írták, mint egy képzeletbeli film zenéjét, ami különféle hangulatú, eltérő légkörben, különböző tempóval, eltérő zenekarokkal és különböző hangszerekkel... Amikor egy albumot készítek, az mindig a nosztalgia, melankólia, a múlt és az emlékek témáját hordozza.”
2011. július 19-én jelent meg az áttörést jelentő Midnight City  kislemez, az első a Hurry Up, We're Dreaming lemezről, streaming és ingyenes letöltés céljából megjelent az együttes hivatalos weboldalán. Október elejétől Észak-Amerikában és Európában turnéztak az album népszerűsítésére; Az Active Child támogatta a túra amerikai szakaszát.
Az album a 3. helyen áll a Pitchfork 2011. évi 50 legjobb albumának listájában; a Midnight City kislemez első helyezett lett a 100 legjobb szám közül. 2012. január 26-án az M83 megjelent az 5. helyen a Triple J Hottest 100-on a Midnight City kislemezzel. A dal 2013-ban további expozíciót kapott, amikor a Gucci Premier parfüm televíziós reklámjának (Blake Lively szereplésével) remixelt reklámzenéje volt. A 2013-as Eleven testek filmadaptációban is felhasználták.
2012. június 28-án bejelentették, hogy az M83 összeállítja a 2013-as Feledés című film filmzenéjét, aminek rendezője Joseph Kosinski és a főszereplő Tom Cruise . Az albumot Joseph Trapanese-el közösen írták. A filmzenei albumot 2013. április 9-én adta ki a Back Lot Music. 2014. február 26-án egy új dal, az I Need You szerepelt A beavatott című film filmzenei albumán.
A Wait című dal szerepelt a 2014-es Csillagainkban a hiba című filmben . Ezenkívül szerepelt a Bosszú című sorozat "Percepció" című epizódjában 2012-ben, a 2012-es Gossip Girl – A pletykafészek című sorozat "The Backup Dan" című epizódjában, A búra alatt című sorozat "Kötött körök" epizódjában alatt 2013-ban és 2014-ben a Vámpírnaplók című sorozat "A világ megfordult és itt maradt" című epizódban.
A közelmúltban a Wait a "The Day Walking On The Moon" című dokumentumfilm filmzenéjének része volt, amely megemlítette az első holdra szállás 50. évfordulóját, amelyet az ITV 2019. júliusában vetített az Egyesült Királyságban.
Szintén a Hurry Up, Dreaming-ről, a két szám, az Another Wave from You és az Outro, a Hazárdjátékos 2014-es remake-jében szerepel. 2015-ben és 2016-ban a Versailles történelmi brit-francia-kanadai drámasorozat szintén az Outro-t használja. Az Outro szerepelt a The Art of Flight népszerű snowboardos dokumentumfilmben is, egy Mazda "Feel Alive" címet viselő 2018-as reklámban, és az USA Networks Mr. Robot című televíziós sorozatának záró dalaként. A Moonchild szerepelt a Top Gear McLaren Mercedes SLR Oslo kihívásában. A 2015-ös olasz-francia Suburra film, szintén az M83 zenéjét mutatja be.
2014 augusztusában a zenekar által előállított első három albumot a Mute Records újra kiadta, további letölthető anyaggal. Gonzalez az újra kiadást azzal indokolta, hogy az albumok fizikai példányait nehéz megtalálni, és "nevetséges áron" adják el őket. 2015. március 2-án az M83, a Haim indie pop együttesével kiadta a „Holes in the Sky” dalt A beavatott-sorozat: A lázadó filmzenéjéből. Részt vett Jean-Michel Jarre Electronica 1: The Time Machine albumában is.

### 2016 – jelen:Junk,Volta Turné,DSVIIés további sikerek
2016. március 1-jén bejelentették az M83 hetedik, Junk című stúdió-albumát, a Do It, Try It című vezető kislemezzel. Az album 2016. április 8-án jelent meg. A zenekar ezután 2016 első felében turnéra indult Észak-Amerikában és Európában.
A 2016-os Sziget Fesztiválon, augusztus 15-én léptek fel.
2016. december 5-én bejelentették, hogy az M83 Gonzaleze a Cirque du Soleil Volta turnéjának zeneszerzője és zenei rendezője lesz.
2019 júliusában Gonzalez bejelentette az M83 nyolcadik stúdióalbumát, a DSVII-t (Digital Shades, Vol. II.), 2019 szeptember 20-án történő kiadásra.

## Stílus
Az együttes zenei esztétikáját a reverb effektusok széles körű felhasználása és a lágyan énekelt dalszövegek jellemzik, amelyek a hangos hangszerek alatt szólnak. Gonzalezt az amerikai álom aspektusai ihlették, és dalait a "felnőtt által írt tini álmok" köré vázolták. Gonzalez zenéjének 1980-as évekbeli stílusának insprációja olyan együttesektől ered, mint a My Bloody Valentine, a Pink Floyd és a Tangerine Dream. Egy rakás elektronikus zenei tulajdonság és lemezborító között, az M83 stílusa vegyesen tartalmaz a kortárs pop stílusából és 1980-as évek dream pop stílusából.

## Diszkográfia

### Stúdióalbumok
| M83                                                                                            | - Kiadás dátuma: 2001. április 18. - Kiadó: Gooom, Mute - Formátumok: CD, digitális letöltés | —   | —  | —  | —   | —  | —  | —  | —  | —   | —   |               |
| Dead Cities, Red Seas & Lost Ghosts                                                            | - Kiadás dátuma: 2003. április 14. - Kiadó: Gooom, Mute - Formátumok: CD, letöltés           | 116 | —  | —  | —   | —  | —  | —  | —  | —   | —   |               |
| Before the Dawn Heals Us                                                                       | - Kiadás dátuma: 2005. január 24. - Kiadó: Gooom, Mute - Formátumok: CD, download            | 103 | —  | —  | —   | —  | —  | —  | —  | 166 | —   |               |
| Digital Shades Vol. 1                                                                          | - Kiadás dátuma: 2007. szeptember 3. - Kiadó: Mute - Formátumok: CD, LP, letöltés            | —   | —  | —  | —   | —  | —  | —  | —  | —   | —   |               |
| Saturdays = Youth                                                                              | - Kiadás dátuma: 2008. április 11. - Kiadó: Mute - Formátumok: CD, letöltés                  | 173 | —  | —  | —   | —  | —  | —  | —  | —   | 107 |               |
| Hurry Up, We're Dreaming                                                                       | - Kiadás dátuma: 2011. október 18. - Kiadó: Mute - Formátumok: CD, LP, letöltés              | 38  | 37 | 30 | 36  | 37 | 53 | 18 | 65 | 44  | 15  | - US: 300,000 |
| Junk                                                                                           | - Kiadás dátuma: 2016 április 8. - Kiadó: Mute - Formátumok: CD, LP, letöltés                | 26  | 12 | 30 | 30  | 46 | 52 | 34 | 30 | 28  | 26  |               |
| DSVII                                                                                          | - Kiadás dátuma: 2019 szeptember 20. - Kiadó: Mute - Formátumok: CD, LP, letöltés            | 98  | —  | —  | 111 | —  | —  | —  | —  | —   | —   |               |
| A "—" olyan kiadásokat jelöl, amelyek nem értek el helyezést vagy nem jelentek meg a régióban. |                                                                                              |     |    |    |     |    |    |    |    |     |     |               |

### Filmzenei albumok
| Cím                                                                                            | Album részletei                                                                    | Toplistás helyezések | Toplistás helyezések |
| Cím                                                                                            | Album részletei                                                                    | FRA                  | BEL                  |
| ---------------------------------------------------------------------------------------------- | ---------------------------------------------------------------------------------- | -------------------- | -------------------- |
| Feledés Hivatalos filmzene                                                                     | - Kiadás dátuma: 2013. április 8. - Kiadó: Back Lot - Formátumok: CD, letöltés, LP | 178                  | 133                  |
| Te és az éjszaka filmzene                                                                      | - Kiadás dátuma: 2013. november 19. - Kiadó: Mute - Formátumok: CD, letöltés       | —                    | —                    |
| Knife+Heart filmzene                                                                           | - Kiadás dátuma: 2019. március 8 - Kiadó: Mute - Formátumok: letöltés, streaming   | —                    | —                    |
| A "—" olyan kiadásokat jelöl, amelyek nem értek el helyezést vagy nem jelentek meg a régióban. |                                                                                    |                      |                      |

### Kislemezek
| Cím                                                                                            | Év   | Toplistás helyezések | Toplistás helyezések | Toplistás helyezések | Toplistás helyezések | Toplistás helyezések | Toplistás helyezések | Toplistás helyezések | Toplistás helyezések | Toplistás helyezések | Toplistás helyezések | Minősítések                    | Album                               |
| Cím                                                                                            | Év   | FRA                  | AUS                  | BEL(FL)              | BEL(WA)              | IRL                  | SWI                  | UK                   | US                   | US Alt.              | US Rock              | Minősítések                    | Album                               |
| ---------------------------------------------------------------------------------------------- | ---- | -------------------- | -------------------- | -------------------- | -------------------- | -------------------- | -------------------- | -------------------- | -------------------- | -------------------- | -------------------- | ------------------------------ | ----------------------------------- |
| "Slowly" / "Sitting"                                                                           | 2002 | —                    | —                    | —                    | —                    | —                    | —                    | —                    | —                    | —                    | —                    |                                | M83                                 |
| "Run into Flowers"                                                                             | 2003 | —                    | —                    | —                    | —                    | —                    | —                    | 199                  | —                    | —                    | —                    |                                | Dead Cities, Red Seas & Lost Ghosts |
| "0078h"                                                                                        | 2003 | —                    | —                    | —                    | —                    | —                    | —                    | —                    | —                    | —                    | —                    |                                | Dead Cities, Red Seas & Lost Ghosts |
| "America"                                                                                      | 2004 | —                    | —                    | —                    | —                    | —                    | —                    | —                    | —                    | —                    | —                    |                                | Dead Cities, Red Seas & Lost Ghosts |
| "A Guitar and a Heart" / "Safe"                                                                | 2004 | —                    | —                    | —                    | —                    | —                    | —                    | —                    | —                    | —                    | —                    |                                | Before the Dawn Heals Us            |
| "Don't Save Us from the Flames"                                                                | 2005 | —                    | —                    | —                    | —                    | —                    | —                    | 86                   | —                    | —                    | —                    |                                | Before the Dawn Heals Us            |
| "Teen Angst"                                                                                   | 2005 | —                    | —                    | —                    | —                    | —                    | —                    | 86                   | —                    | —                    | —                    |                                | Before the Dawn Heals Us            |
| "Couleurs"                                                                                     | 2008 | —                    | —                    | —                    | —                    | —                    | —                    | —                    | —                    | —                    | —                    |                                | Saturdays = Youth                   |
| "Graveyard Girl"                                                                               | 2008 | —                    | —                    | —                    | —                    | —                    | —                    | —                    | —                    | —                    | —                    |                                | Saturdays = Youth                   |
| "Kim & Jessie"                                                                                 | 2008 | —                    | —                    | —                    | —                    | —                    | —                    | —                    | —                    | —                    | —                    |                                | Saturdays = Youth                   |
| "We Own the Sky"                                                                               | 2008 | —                    | —                    | —                    | —                    | —                    | —                    | —                    | —                    | —                    | —                    |                                | Saturdays = Youth                   |
| "Black Hole"                                                                                   | 2010 | —                    | —                    | —                    | —                    | —                    | —                    | —                    | —                    | —                    | —                    |                                | Album nélküli kislemez              |
| "Midnight City"                                                                                | 2011 | 8                    | 37                   | 32                   | 18                   | 61                   | 66                   | 34                   | 72                   | 5                    | 7                    | - RIAA: Platina - BPI: Platina | Hurry Up, We're Dreaming            |
| "Reunion"                                                                                      | 2012 | —                    | —                    | —                    | 84                   | —                    | —                    | —                    | —                    | 24                   | 40                   |                                | Hurry Up, We're Dreaming            |
| "OK Pal"                                                                                       | 2012 | —                    | —                    | —                    | —                    | —                    | —                    | —                    | —                    | —                    | —                    |                                | Hurry Up, We're Dreaming            |
| "Steve McQueen"                                                                                | 2012 | —                    | —                    | —                    | —                    | —                    | —                    | —                    | —                    | —                    | —                    |                                | Hurry Up, We're Dreaming            |
| "Wait"                                                                                         | 2012 | 154                  | —                    | —                    | —                    | —                    | —                    | —                    | —                    | —                    | —                    |                                | Hurry Up, We're Dreaming            |
| "Oblivion" (Susanne Sundfør közreműködésével)                                                  | 2013 | 114                  | —                    | —                    | —                    | —                    | —                    | —                    | —                    | —                    | —                    |                                | Oblivion                            |
| "Do It, Try It"                                                                                | 2016 | 87                   | —                    | —                    | —                    | —                    | —                    | —                    | —                    | —                    | 28                   |                                | Junk                                |
| "Solitude"                                                                                     | 2016 | 108                  | —                    | —                    | —                    | —                    | —                    | —                    | —                    | —                    | —                    |                                | Junk                                |
| "Go!" (Mai Lan közreműködésével)                                                               | 2016 | 124                  | —                    | —                    | —                    | —                    | —                    | —                    | —                    | 40                   | 37                   |                                | Junk                                |
| "Temple of Sorrow"                                                                             | 2019 | —                    | —                    | —                    | —                    | —                    | —                    | —                    | —                    | —                    | —                    |                                | DSVII                               |
| "Lune de fiel"                                                                                 | 2019 | —                    | —                    | —                    | —                    | —                    | —                    | —                    | —                    | —                    | —                    |                                | DSVII                               |
| A "—" olyan kiadásokat jelöl, amelyek nem értek el helyezést vagy nem jelentek meg a régióban. |      |                      |                      |                      |                      |                      |                      |                      |                      |                      |                      |                                |                                     |

### Egyéb helyezést elért dalok
| Cím          | Év   | Toplistás helyezések | Toplistás helyezések | Toplistás helyezések | Toplistás helyezések | Album                         |
| Cím          | Év   | FRA                  | UK                   | US Alt.              | US Rock              | Album                         |
| ------------ | ---- | -------------------- | -------------------- | -------------------- | -------------------- | ----------------------------- |
| "I Need You" | 2014 | —                    | —                    | —                    | 36                   | A beavatott: Eredeti filmzene |
| "Outro"      | 2015 | 48                   | 120                  | —                    | —                    | Hurry Up, We're Dreaming      |

## Díjak és jelölések
| Év   | Díj                   | Mű                                  | Kategória                             | Eredmény |
| ---- | --------------------- | ----------------------------------- | ------------------------------------- | -------- |
| 2005 | PLUG Awards           | Dead Cities, Red Seas & Lost Ghosts | Az Év Elektronikus/Dance Albuma       | Jelölve  |
| 2006 | PLUG Awards           | Before the Dawn Heals Us            | Az Év Elektronikus/Dance Albuma       | Elnyerte |
| 2012 | UK Music Video Awards | "Midnight City"                     | Legjobb Alternatív Videó – Nemzetközi | Jelölve  |
| 2013 | UK Music Video Awards | "Wait"                              | Legjobb Alternatív Videó – Nemzetközi | Jelölve  |
| 2013 | Grammy Awards         | Hurry Up, We're Dreaming            | Legjobb Alternatív Zenei Album        | Jelölve  |
| 2016 | Sweden GAFFA Awards   | Önmaguk                             | Legjobb nemzetközi együttes           | Elnyerte |

## Lábjegyzetek
1. ↑  Míg elsősorban az M83 Anthony Gonzalez szólóprojektje, a Saturdays = Youth  ('2008) belső jegyzeteiben Loïc Maurint és Morgan Kibbyt is az M83 részeként írja le.[1] Gonzalez azt is kijelentette: "Számomra az M83 inkább kollektíva, mint szólóprojekt."[2]

## Fordítás
Ez a szócikk részben vagy egészben  a   M83 (band) című angol Wikipédia-szócikk ezen változatának fordításán alapul.  Az eredeti cikk szerkesztőit annak laptörténete sorolja fel. Ez a jelzés csupán a megfogalmazás eredetét és a szerzői jogokat jelzi, nem szolgál a cikkben szereplő információk forrásmegjelöléseként.
1. ↑  "I Need You" did not enter the Alternative Songs chart, but peaked at number 23 on the Alternative Digital Songs chart.[61]